# Плитняк

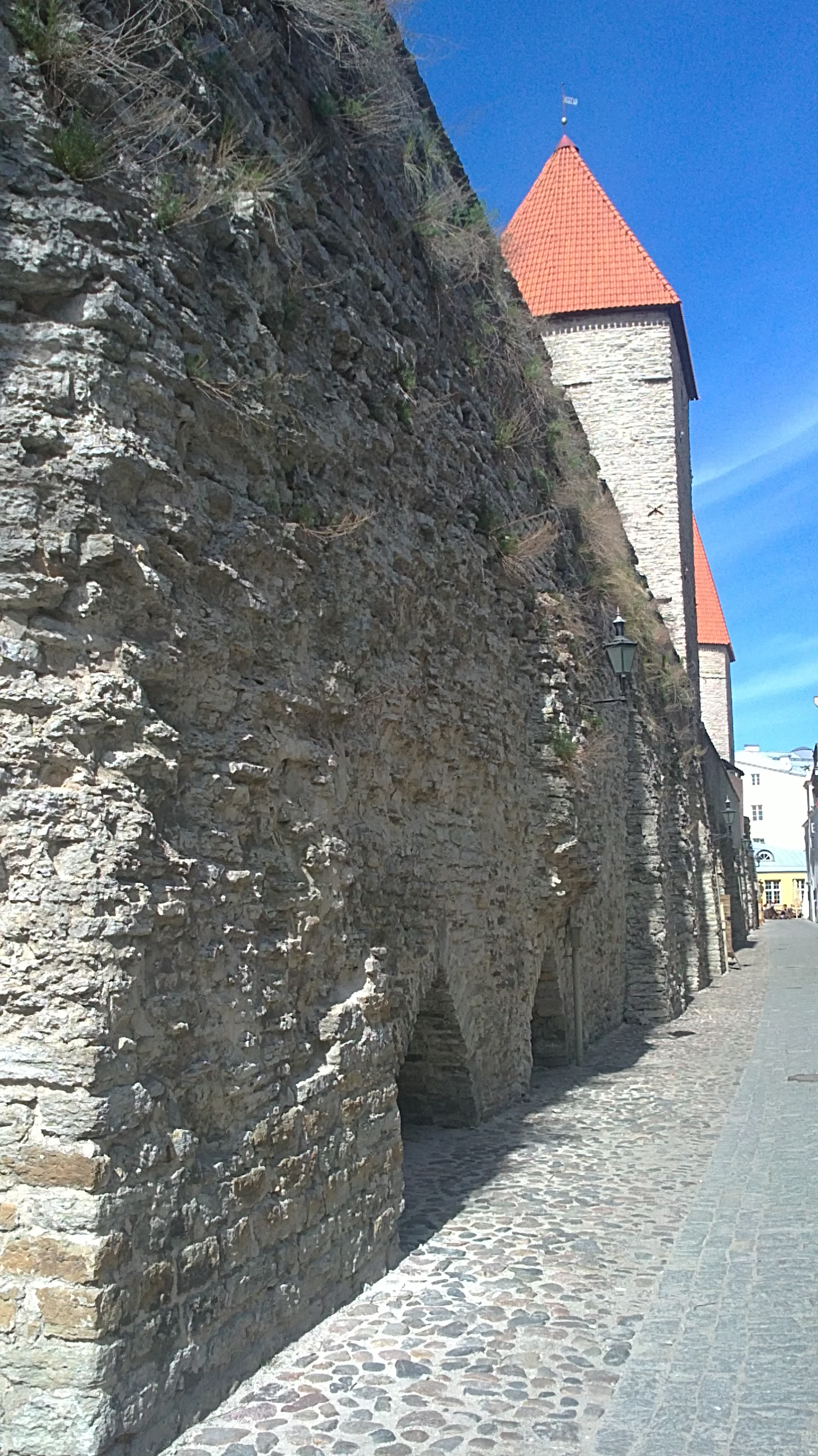
Крепостная стена Таллина. XIV век

Плитня́к — пластины природного камня. Плитняк представляет собой плоскую плиту различной формы. Средняя толщина плитняка от 12 мм до 150 мм. В зависимости от камня различают: гранитный плитняк, песчаник-плитняк, плитняк-сланец и др.
Известным сооружением из плитняка являются Крепостные стены Таллина.
Плитняк применяется для внутренней и наружной отделки, в частности:
- для облицовки каминов и печей,
- в ландшафтном дизайне,
- для создания альпийских горок,
- для мощения площадок и дорожек,
- в строительстве подпорных стенок,
- при строительстве беседок.